# Ill Communication
Az Ill Communication (olvasd: iLL Communication) a Beastie Boys negyedik albuma. 1994-ben adták ki. Ez volt a második albumuk, amely a Billboard listáinak élére került, főleg a leghíresebb szám, a Sabotage sikerének köszönhetően. Ez a második Beastie Boys-nagylemez, ami tripla platina lett. Az album szerepel az 1001 lemez, amit hallanod kell, mielőtt meghalsz című könyvben.

## Az album dalai
|     | Cím                                            | Szerző(k)                                     | Hossz |
| --- | ---------------------------------------------- | --------------------------------------------- | ----- |
| 1.  | Sure Shot                                      | Beastie Boys, Caldato, DJ Hurricane           | 3:19  |
| 2.  | Tough Guy                                      | AWOL, Beastie Boys                            | 0:57  |
| 3.  | B-Boys Makin' With the Freak Freak             | Beastie Boys                                  | 3:36  |
| 4.  | Bobo on the Corner                             | Beastie Boys, Bobo, Money Mark                | 1:13  |
| 5.  | Root Down                                      | Beastie Boys                                  | 3:32  |
| 6.  | Sabotage                                       | Beastie Boys                                  | 2:58  |
| 7.  | Get It Together                                | Beastie Boys, Davis                           | 4:05  |
| 8.  | Sabrosa                                        | Beastie Boys, Bobo, Money Mark                | 3:29  |
| 9.  | The Update                                     | Beastie Boys, Caldato, Money Mark             | 3:15  |
| 10. | Futterman's Rule                               | Beastie Boys, Money Mark                      | 3:42  |
| 11. | Alright Hear This                              | Beastie Boys                                  | 3:06  |
| 12. | Eugene's Lament                                | Beastie Boys, Bobo, Gore, Money Mark          | 2:12  |
| 13. | Flute Loop                                     | Beastie Boys, Caldato                         | 1:54  |
| 14. | Do It                                          | Beastie Boys, Biz Markie, Caldato, Money Mark | 3:16  |
| 15. | Ricky's Theme                                  | Beastie Boys, Bobo, Money Mark                | 3:43  |
| 16. | Heart Attack Man                               | AWOL, Beastie Boys                            | 2:14  |
| 17. | The Scoop                                      | Beastie Boys, Caldato                         | 3:36  |
| 18. | Shambala                                       | Beastie Boys, Bobo, Money Mark                | 3:40  |
| 19. | Bodhisattva Vow                                | Beastie Boys, Caldato                         | 3:08  |
| 20. | Transitions                                    | Beastie Boys, Money Mark                      | 2:31  |
| 21. | Dope Little Song (bónuszdal a japán kiadásról) |                                               | 1:51  |
| 22. | Resolution Time (bónuszdal a japán kiadásról)  |                                               | 2:49  |
| 23. | Mullet Head (bónuszdal a japán kiadásról)      |                                               | 2:52  |
| 24. | The Vibes (bónuszdal a japán kiadásról)        |                                               | 3:06  |

## Közreműködők
- Beastie Boys – producer
- Mario Caldato, Jr. – producer
- John Klemmer – sample-ök
- Adam "Ad-Rock" Horovitz – ének, gitár
- Michael "Mike D" Diamond – ének, dob
- Adam "MCA" Yauch – ének, elektromos basszusgitár, nagybőgő
- Eugene Gore – hegedű
- Eric Bobo – ütőhangszerek
- Amery Smith – dob
- "Keyboard Money Mark" Nishita – billentyűk, orgona
- Q-Tip – ének
- Biz Markie – ének